# Een kwestie van Tai-Ming
Een kwestie van Tai-Ming is het 3de stripverhaal van De Kiekeboes in de Spar-reeks. De reeks wordt getekend door striptekenaar Merho.

## Verhaal
Fanny wint op een missverkiezing van supermarkt Hein Alberts een Chinese vaas. Als later blijkt dat de vaas een echte Tai-Ming is, en veel geld waard begint er een jacht op de vaas. Slechteriken Pettop en Pettaf, maar ook buurman Leon Van Der Neffe gaan Kiekeboe achterna. Na heel wat moeilijkheden blijkt de vaas gewoon meegegeven te worden bij aankoop van een pak waspoeder in Hein Alberts en blijkt de vermeende waarde van de vaas op een vergissing van Pettaf te rusten.

## Achtergronden bij het verhaal
- Hein Alberts is een verwijzing naar de Nederlandse keten Albert Heijn.
- Tai-Ming is een verwijzing naar de term timing.
- De broers Pettop en Pettaf zijn makkelijk te herkennen, Pettop heeft een petje op, Pettaf niet.